# Amerotyphlops trinitatus
Amerotyphlops trinitatus — вид змій родини сліпунів (Typhlopidae). Ендемік Тринідаду і Тобаго.

## Поширення і екологія
Amerotyphlops trinitatus мешкають на Тринідаді, де відомі лише з типової місцевості, та на острові Тобаго. Вони живуть у вологих рівнинних тропічних лісах та на узліссях. Зустрічаються на висоті від 10 до 300 м над рівнем моря.